# Nakano Broadway
Nakano Broadway (中野ブロードウェイ) é um centro comercial localizado em Nakano, Tóquio, Japão. Fundado em 1966 como um centro comercial de compras de artigos de luxo, tornou-se posteriormente um popular destino de compras de produtos e itens voltados para os otakus (colecionadores e entusiastas, principalmente de animes e mangás).

## História

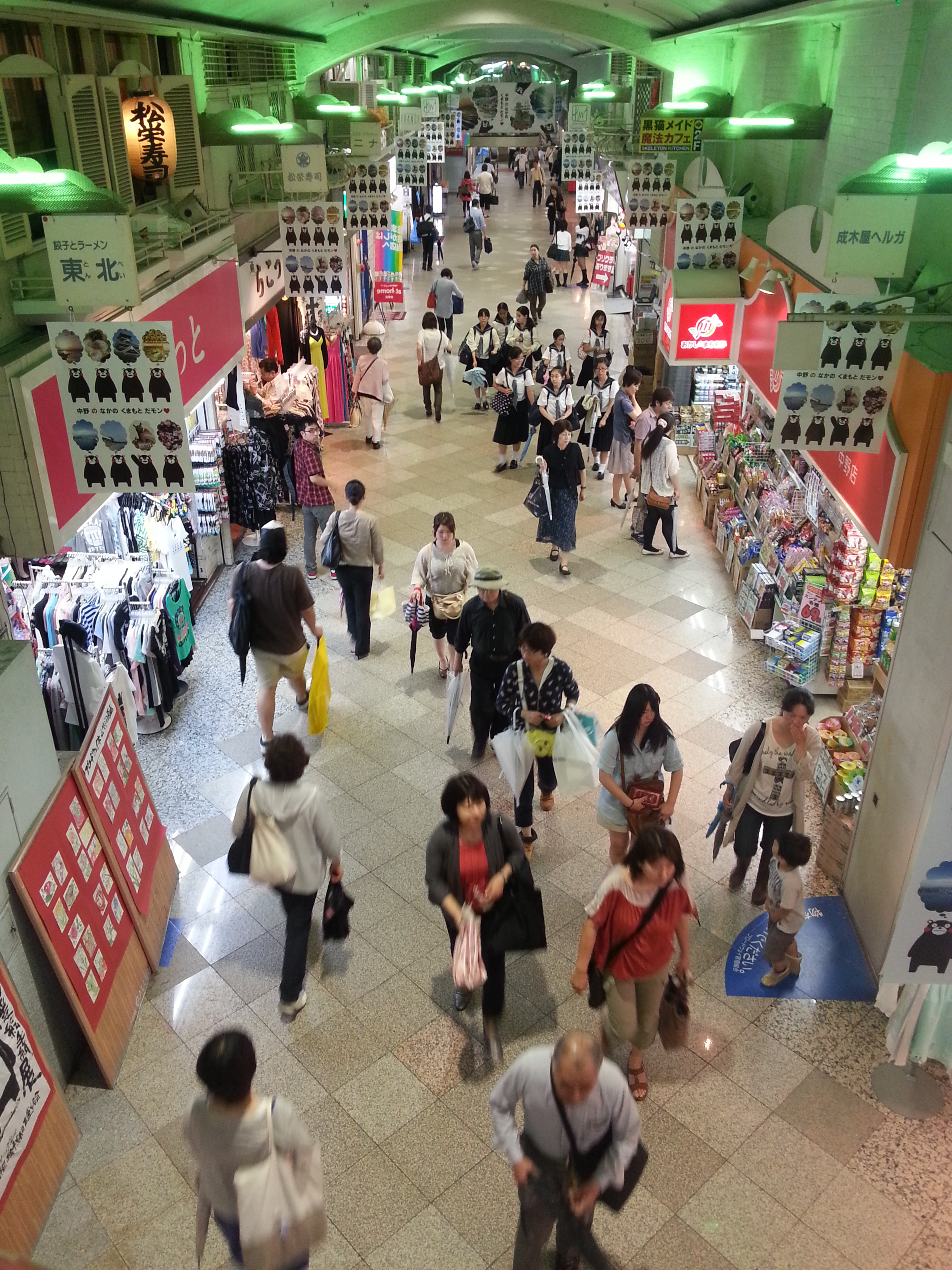
Interior de Nakano Broadway

Nakano Broadway se desenvolveu durante a era do milagre econômico japonês, em que, à medida que o Japão estava se reconstruindo após a Segunda Guerra Mundial, várias megaestruturas foram construídas, dentre elas, Nakano Broadway e o Nakano Sun Plaza, centros comerciais que foram projetados para serem locais de entretenimento e consumo. Nakano Broadway foi inaugurado em 1966 como um complexo comercial de lojas, restaurantes, apartamentos e um terraço na cobertura com piscina e jardim. Embora não seja um edifício metabolista, Nakano Broadway é conhecido como sendo influenciado pela arquitetura metabolista. 
Na década de 1980, com as regiões de Shibuya e Roppongi se tornando distritos com comércios de luxo, a região de Nakano e Nakano Broadway sofreram um declínio de popularidade. Como as lojas em Nakano Broadway são de propriedade de varejistas individuais e que não são alugadas pela administração de um shopping center central, diversos jovens empreendedores conseguiram adquirir no shopping espaços com quantias relativamente pequenas de capital. Com a inauguração da loja de mangás usados, a Mandarake, ainda na década de 1980, Nakano Broadway se tornou um destino para entusiastas e compradores de produtos da cultura otaku, consequentemente, novas lojas voltadas para esse tipo de público foram abertas no local.
Atualmente, Nakano Broadway continua sendo um destino importante tanto para os otakus japoneses quantos os otakus e turistas de outros países, atendendo a um nicho de clientes em comparação a outros destinos otakus em Tóquio como Akihabara e Ikebukuro. As características do shopping permanecem praticamente inalteradas em relação à construção original de 1966 e por isso, o local é frequentemente citado como um exemplo da arquitetura da era Shōwa. A edificação do Nakano Shopping foi classificada com o risco de sofrer danos em um possível consequência de terremotos de magnitude 6,0 ou maior pelo Governo Metropolitano de Tóquio em março de 2018 pois o edifício foi construído antes da implementação dos padrões construtivos contemporâneos anti sísmicos de 1981, consequentemente, não foi adaptado para ser resistente a terremotos. 

## Características
Nakano Broadway contém 3 subsolos e 10 andares acima do solo. Do primeiro ao quarto andar da Nakano Broadway existem estabelecimentos de varejo: o subsolo contém mercearias; no térreo, há lojas que vendem principalmente roupas e produtos de segunda mão;  o segundo, terceiro e quarto andares contêm lojas que vendem produtos destinados a cultura otaku, incluindo mangás, artigos de animes, estatuetas, mercadorias de ídolos, videogames, CDs e itens colecionáveis; os demais andares contêm apartamentos. Kenji Sawada e Yukio Aoshima estão entre os residentes mais famosos que moraram na Nakano Broadway. 
A Mandarake funciona continuamente fora da Nakano Broadway desde 1980, com vinte e sete lojas individuais (também conhecidas como anexos ou kan) no shopping operando sob a marca Mandarake; o shopping também abriga os escritórios corporativos da empresa. Cada um destes anexos são responsáveis por concentrar a venda e oferta de uma determinada categoria de produtos e itens como fantasias de cosplayers ou doujinshi, com vários anexos que já foram lojas independentes adquiridas pela empresa.  O artista Takashi Murakami administra várias lojas em Nakano Broadway, incluindo a galeria Hidari Zingaro; o café Bar Zingaro e a loja de souvenires Tonari No Zingaro.  Outras lojas famosas na Nakano Broadway incluem uma filial da rede de venda de CDs e DVDs, a Fujiya Avic e a Taco Ché, uma loja alternativa independente de mangás. 
No entorno do shopping, estão alguns calçadões para pedestres que abrigam divers lojas, boutiques, além dos izakayas, principalmente na Nakano Sun Mall, contendo uma cobertura de vidro que conecta o shopping à estação de Nakano.  

## Acessos
Nakano Broadway é atendida pela Estação Ferroviária de Nakano, que se conecta às linhas JR Chuo e Chuo-Sobu, e a linha Tozai do metrô de Tóquio. 

## Galeria de imagens

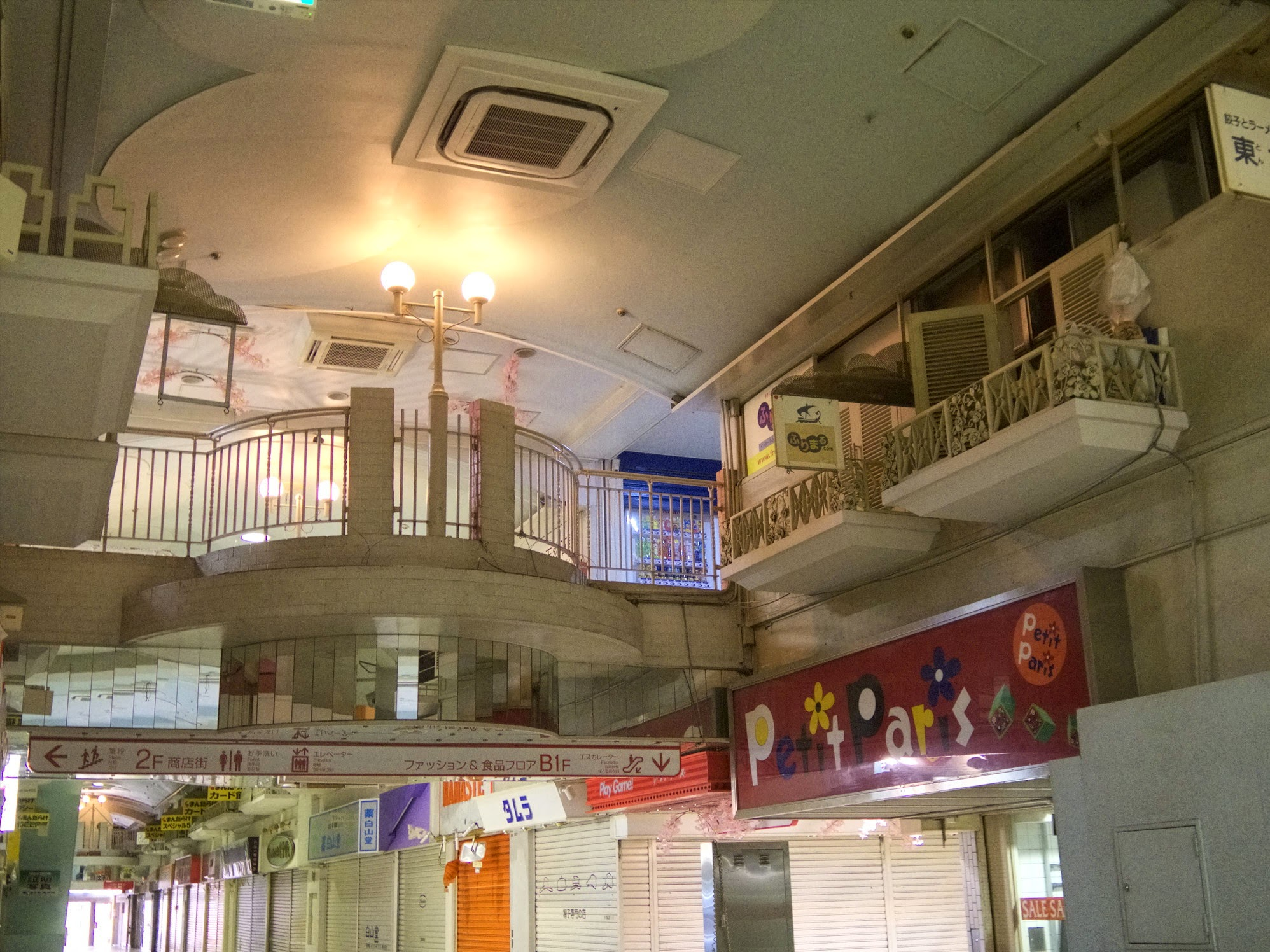
Interior de Nakano Broadway.
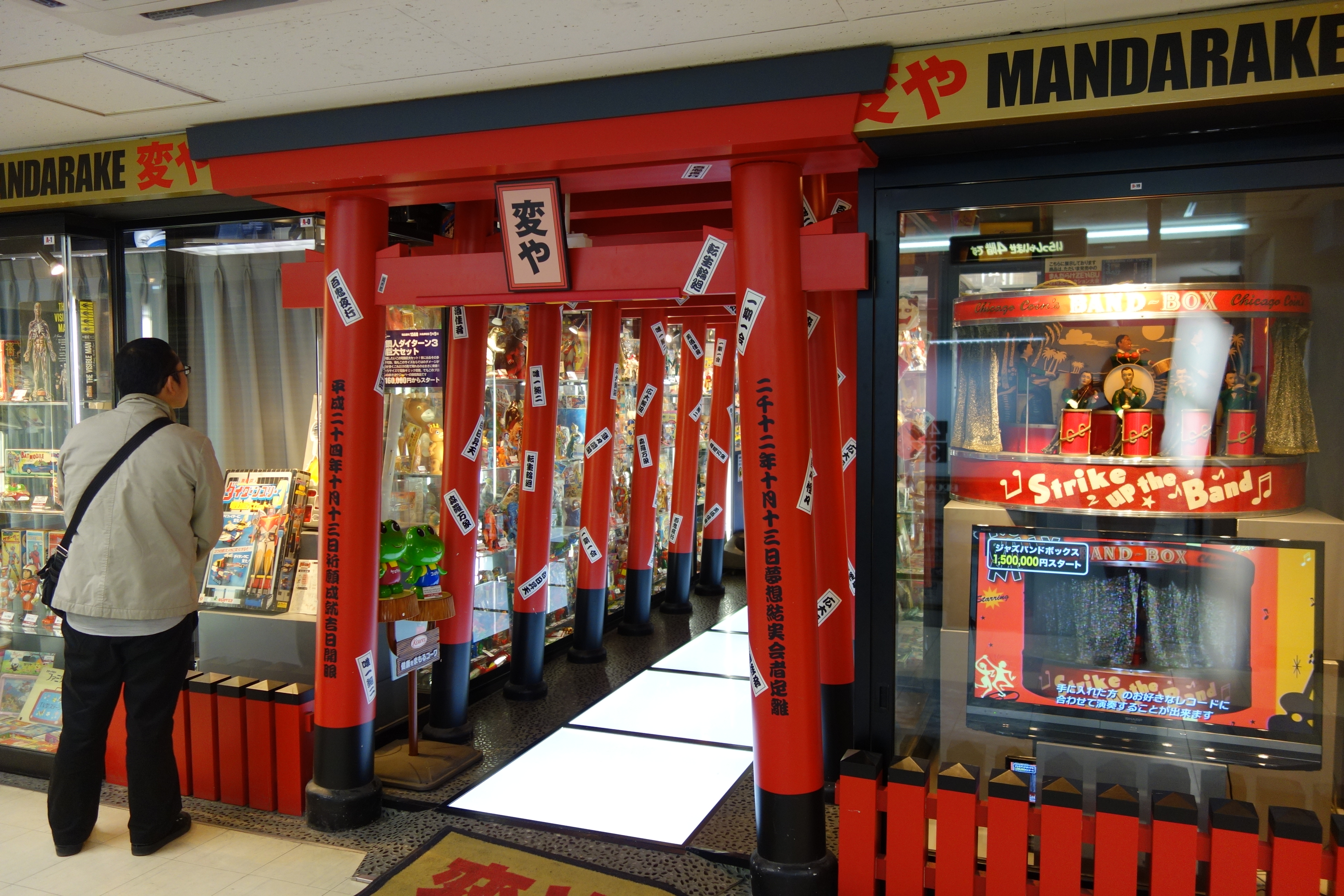
Uma das 27 lojas Mandarake em Nakano Broadway.
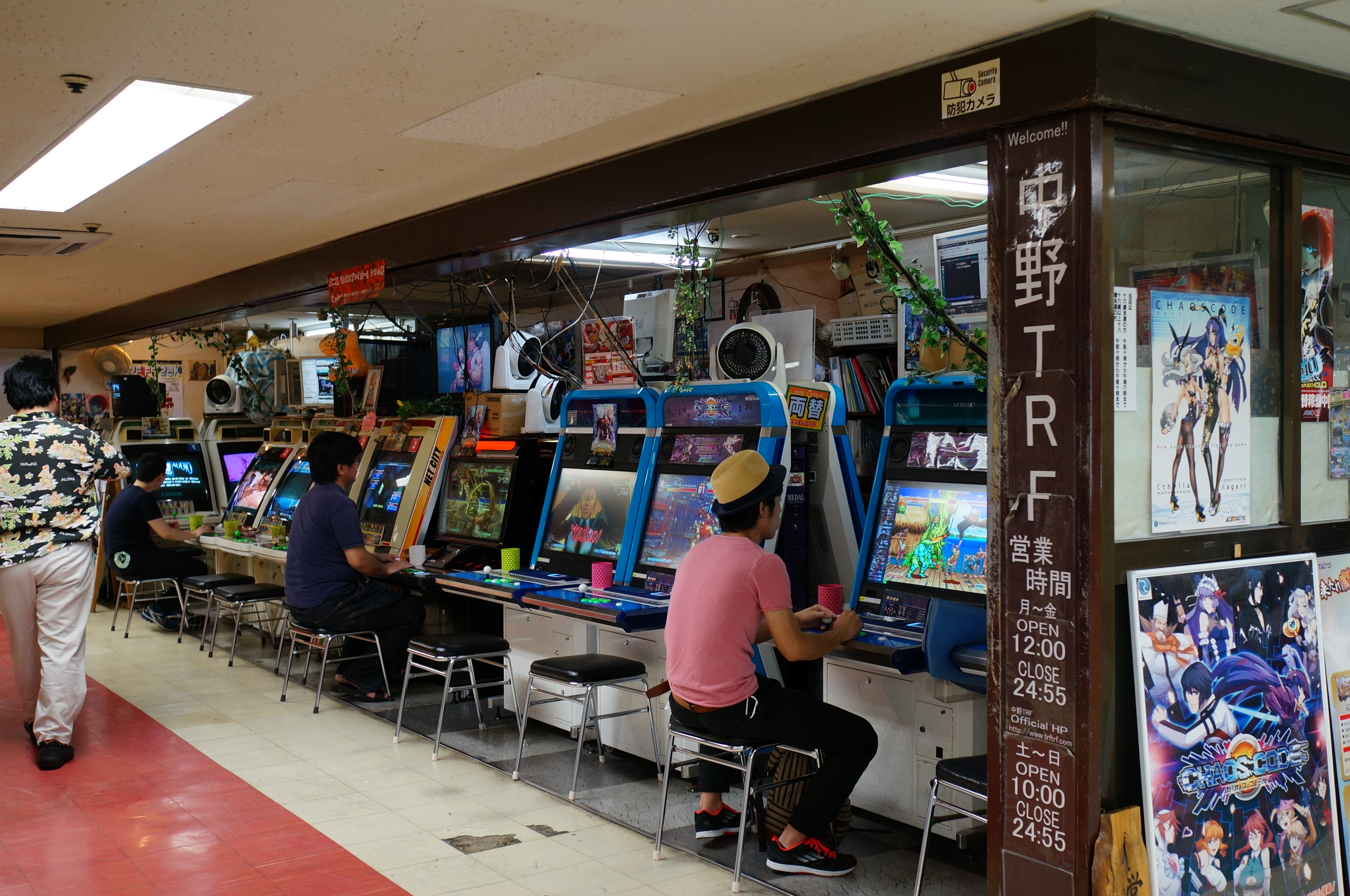
Um fliperama em Nakano Broadway.
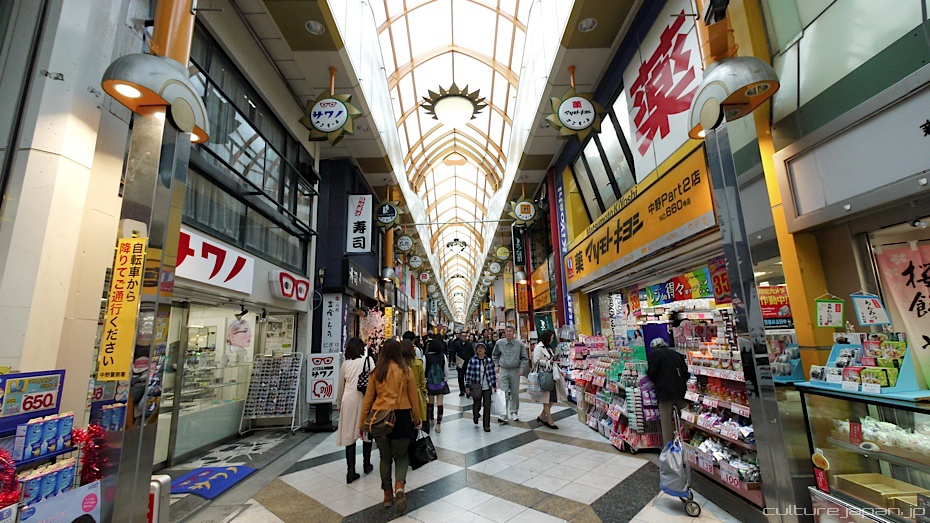
Sun Mall, uma galeria comercial coberta de vidro, conecta a Nakano Broadway e a estação de Nakano .